# (2733) Hamina
(2733) Hamina es un asteroide que forma parte del cinturón de asteroides y fue descubierto por Yrjö Väisälä el 22 de febrero de 1938 desde el Observatorio de Iso-Heikkilä, en Turku, Finlandia.

## Designación y nombre
Hamina fue designado al principio como 1938 DQ.
Más tarde, en 1983, se nombró por la localidad finesa de Hamina.

## Características orbitales
Hamina está situado a una distancia media del Sol de 2,347 ua, pudiendo acercarse hasta 2,026 ua y alejarse hasta 2,668 ua. Tiene una excentricidad de 0,1367 y una inclinación orbital de 10,41 grados. Emplea en completar una órbita alrededor del Sol 1313 días.

## Características físicas
La magnitud absoluta de Hamina es 12,8. Está asignado al tipo espectral Ld de la clasificación SMASSII.